# 唐朝詭事錄之長安
《唐朝诡事录之长安》（英語：Strange Tales of Tang Dynasty III）是由爱奇艺与长信传媒联合出品的中国大陆古装悬疑单元探案剧，由《灵魂摆渡》之导演巨兴茂执导，魏风华编剧，杨旭文与杨志刚领衔主演。
该剧为《唐朝诡事录》系列的第三部作品，延续前作的悬疑风格，以唐代为背景，通过紧张的剧情展现古代神秘案件的解谜过程。

## 演员阵容
- 杨旭文
- 杨志刚
- 郜思雯
- 陈创
- 孙雪宁
- 石悦安鑫
- 岳丽娜
- 刘智扬
- 罗嘉良
- 王力
- 周骏超
- 沈保平
- 陈冠英
- 姬晨牧
- 牛宝军
- 杨子睿
- 林静
- 许佳琪
- 钱泳辰
- 肖茵
- 韩栋
- 王奎荣
- 郝雷
- 蔡卓音
- 马旭东
- 路宏
- 马凡丁
- 李羽桐
- 孙之鸿
- 顾靖
- 胡栩豪
- 鲁佳妮
- 翟万臣
- 赵恒煊
- 魏青年
- 冯建宇
- 马心瑞
- 陈思澈
- 杨钧丞
- 傅天骄
- 顾振翔
- 张译文
- 陈天明

## 制作
该剧于2024年10月23日在浙江横店影视城开机拍摄。